# Gleichenia ciliata
Gleichenia ciliata là một loài dương xỉ trong họ Gleicheniaceae. Loài này được Col. mô tả khoa học đầu tiên năm 1897.
Danh pháp khoa học của loài này chưa được làm sáng tỏ. 